# أميمة بنت عدي
أميمة بنت عدي بن في بن حذافة السهمية أدركت رسول الله، وتزوجت من عبد الرحمن بن أبي بكر الصديق في حياته. هاجرت إلى المدينة في سنة سبع للهجرة أو أول سنة ثمان للهجرة، مع زوجها وهي والدة أكبر أولاده محمد.